# Boekelo (Haaksbergen)
Pour les articles homonymes, voir Boekelo.
Boekelo est un hameau situé dans la commune néerlandaise de Haaksbergen, dans la province d'Overijssel.